# Tarakea Motamburu
Tarakea Motamburu è una circoscrizione mista (mixed ward) della Tanzania situata nel distretto di Rombo, regione del Kilimangiaro. Conta una popolazione di 20 746 abitanti (censimento 2012).